# Ambagous quadricollis
Ambagous quadricollis là một loài bọ cánh cứng trong họ Cerambycidae.